# Piazza Arnolfo di Cambio
Piazza Arnolfo di Cambio, o più semplicemente piazza Arnolfo, è la piazza centrale della parte bassa di Colle di Val d'Elsa, in provincia di Siena.

## Storia

### Fondazione
La sua nascita risale al 1865 quando nacque l'idea di cercare una zona da adibire a mercato e fiere. L'area venne individuata dall'Amministrazione Comunale nel vecchio “Pian dei Canali” (che doveva il nome alla presenza delle gore) in quanto gli spazi avrebbero consentito la creazione di abitazioni all'intorno della piazza e le strade di accesso. Per la realizzazione della piazza vengono abbattute parte delle vecchie mura di cinta della città e l'antica chiesa di San Jacopo. Agli edifici che furono edificati intorno alla piazza si aggiungerà, nel 1879 la Stazione ferroviaria, punto finale della ferrovia Poggibonsi-Colle di Val d'Elsa.
Al centro della piazza fu collocata una fontana che, nel 1925, fu sostituita dal monumento ai caduti della prima guerra mondiale. Il monumento, opera dello scultore Mario Sabbatelli, realizzato sotto la direzione dell'ingegner Ferruzzi fu realizzato dall'impresa Archimede Corti ed inaugurato ufficialmente il 4 novembre 1925 dal re Vittorio Emanuele III.
Piazza Arnolfo, la piazza per il colligiani, ha sempre rappresentato il cuore della città dal punto di vista sia sociale sia commerciale, svolgendo la funzione di punto di incontro ed aggregazione sociale e culturale della cittadinanza.

### Sviluppi recenti
L'Amministrazione Comunale di Colle di Val d'Elsa, nell'ambito di una riqualificazione generale del centro della città bassa, ha affidato ad un “team” di “artisti” il progetto per la ristrutturazione della piazza. Il team è coordinato dall'architetto francese Jean Nouvel e dal suo atelier ed è composto da Daniel Buren, Bertrand Lavier, Alessandra Tesi e Lewis Baltz.
Gli artisti che compongono il team, che si occuperà anche della riqualificazione delle zone adiacenti alla piazza, come la zona della cosiddetta “Fabbrichina” (una zona artigianale ed industriale prossima al centro e da anni totalmente dismessa), dove sorgerà il “Centro del Cristallo” (con auditorium, aree per l'attività didattica e spazi museali ed espositivi), si occuperanno di aspetti diversi: Daniel Buren si occuperà della pavimentazione che sarà realizzata a riquadri o a raggi (dal lato della stazione ferroviaria) con marmi neri e bianchi alternati; Bertrand Lavier curerà l'arredo urbano, con l'idea originaria di applicare delle tende ad ogni arco dei portici che circondano la piazza; Alessandra Tesi si occupa invece della nuova illuminazione dei portici; Lewis Baltz ha invece il compito della riscoperta della gora). Jean Nouvel, oltre al coordinamento, si è già occupato della realizzazione dell'impianto di risalita che conduce al Baluardo (per la cui realizzazione è stato recuperato lo spazio adibito a rifugio antiaereo durante la seconda guerra mondiale) e della fermata delle autolinee nello spazio antistante la stazione ferroviaria avvalendosi anche della collaborazione del paesaggista Gilles Clément.
Il progetto ha previsto lo spostamento del monumento ai caduti di alcune decine di metri e la realizzazione di una fontana sul lato della vecchia stazione ferroviaria.

## Galleria d'immagini

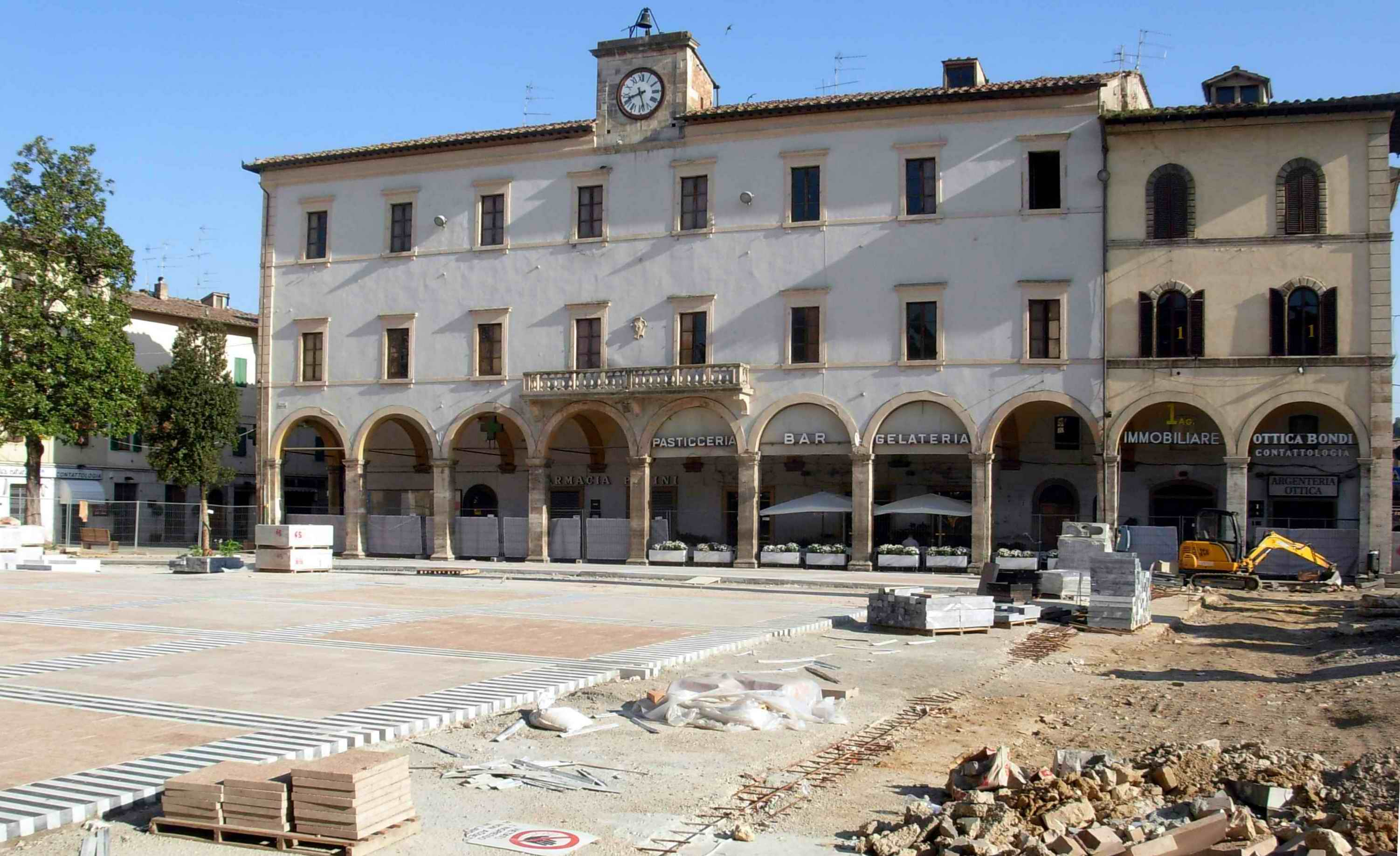
Lavori in corso
Mercato in piazza Arnolfo anni '30 del XX secolo
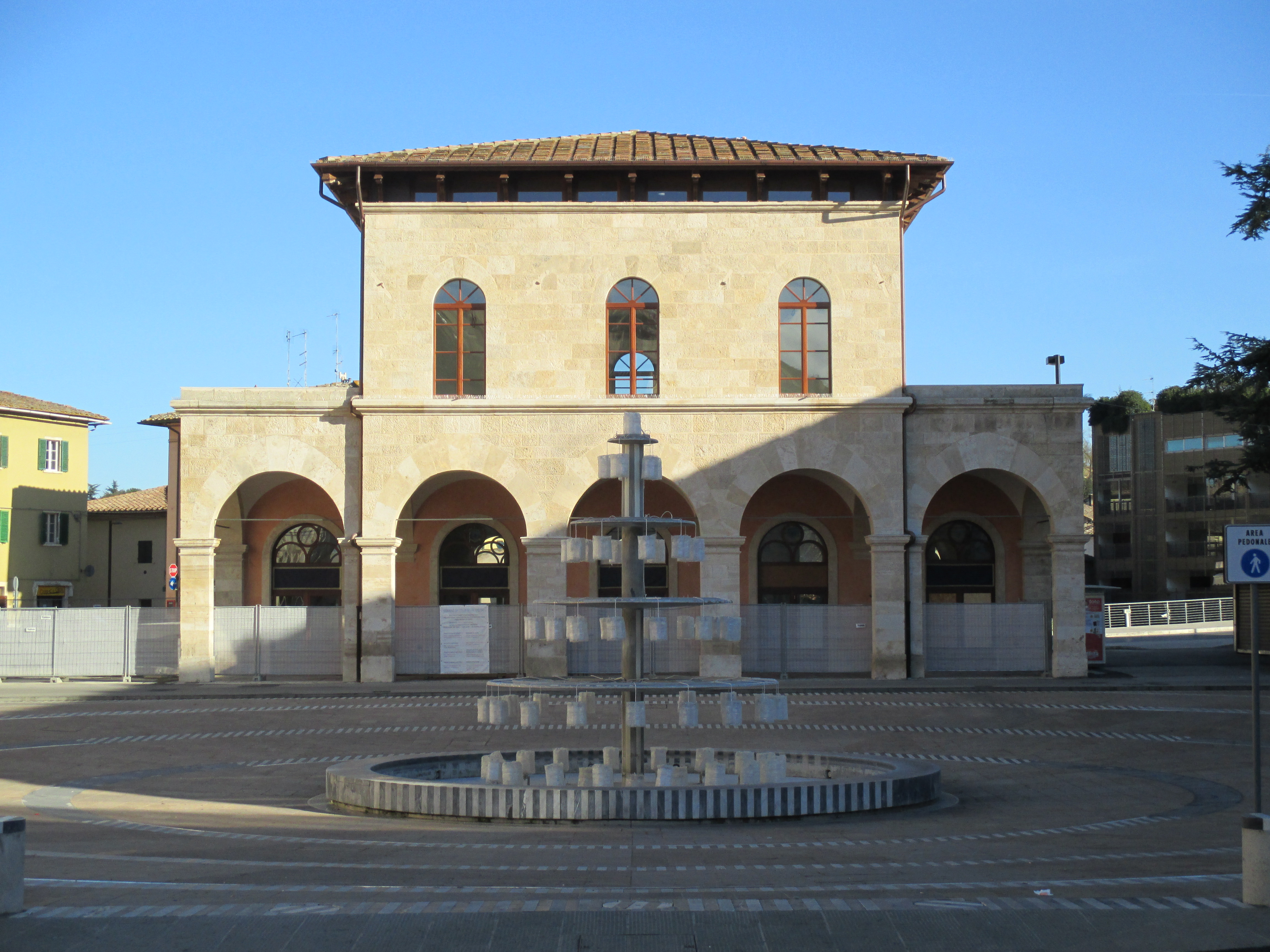
Ex-stazione ferroviaria
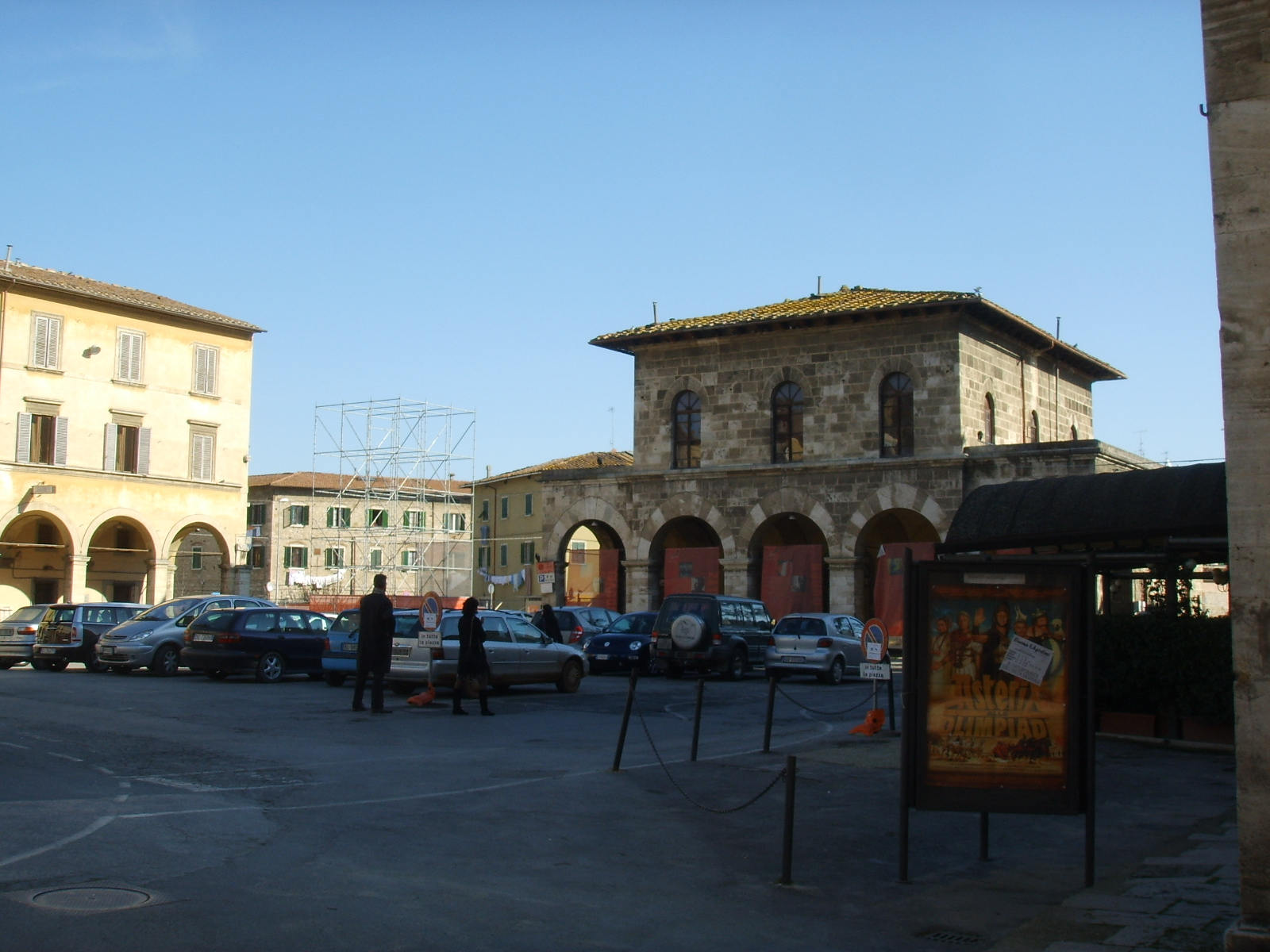
La piazza lato ex stazione ferroviaria prima dei lavori
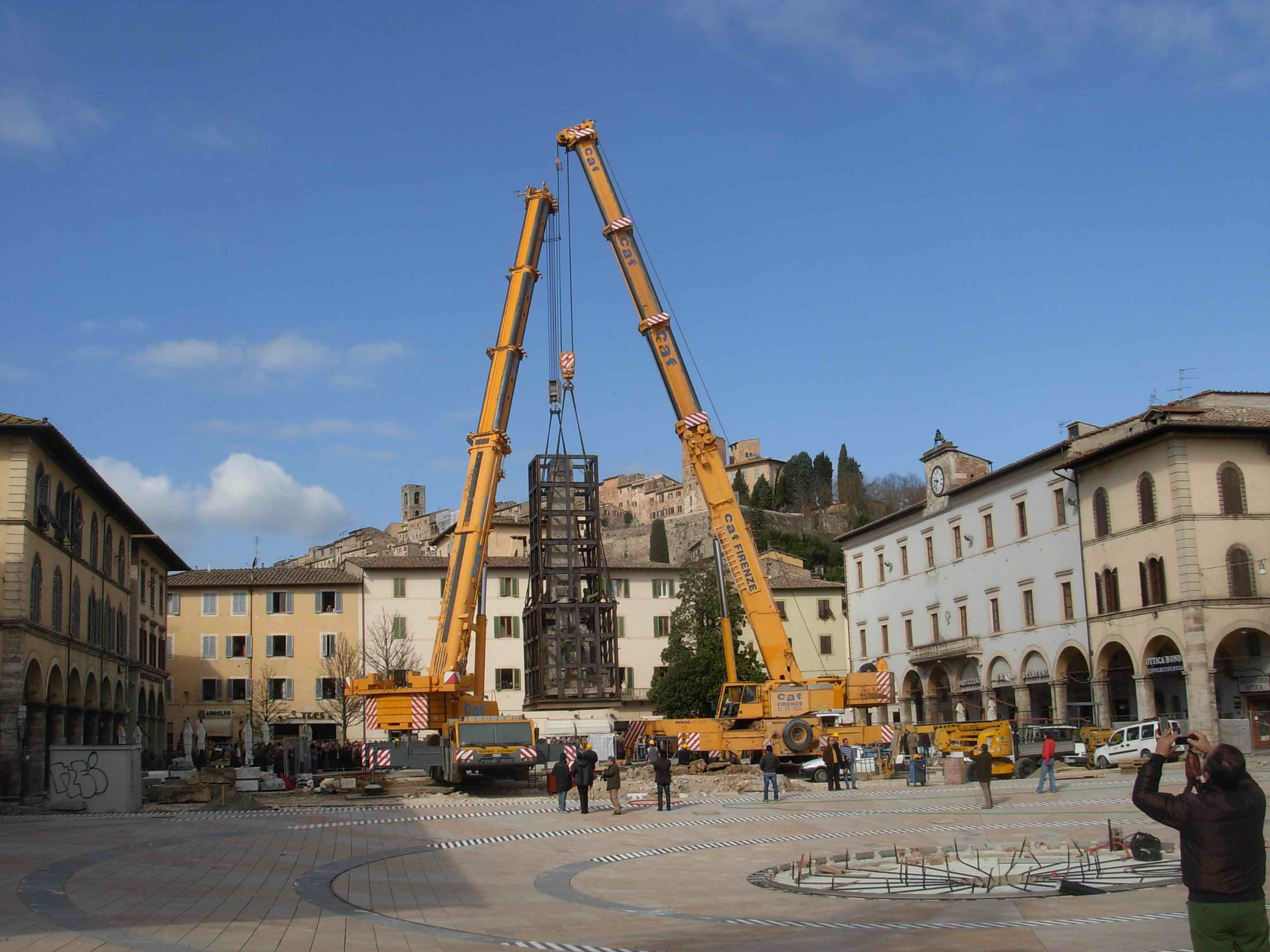
Lo spostamento del monumento ai caduti